# West, Bruce and Laing
West, Bruce and Laing est un supergroupe international, originaire de Londres, en Angleterre. Il est actif dans les années 1970, et constitué du power trio Leslie West (guitare et chant), Jack Bruce (basse, harmonica, claviers et chant) et Corky Laing (en) (batterie et chant). Le groupe se sépare en 1974. Jack Bruce est Écossais, Leslie West est Américain et Corky Laing est Canadien. Les membres se réunissent brièvement en 2009 avec le fils de Jack à la basse.

## Biographie
Le trio décide de travailler ensemble à Londres en janvier 1972 presque à la fin de la tournée Mountain’s 1971–72 European en soutien à l'album Flowers of Evil (1971), après que le bassiste des Mountain, Felix Pappalardi, a annoncé son départ. Jack Bruce connaissait bien Pappalardi ; Pappalardi a produit une grande partie des albums de Cream.
Après avoir signé avec CBS, WBL commence son premier album, Why Dontcha (novembre 1972). L'album prend plus de temps que prévu à être terminé, essentiellement car le groupe et son équipe de production abusaient de la drogue ; après l'avoir reçu, CBS se retrouve insatisfait de sa qualité et décide de ne pas en faire la promotion. Malgré ce désavantage, Why Dontcha réussit à atteindre la 26e place du Billboard Album Chart, et y reste pendant 20 semaines.
WBL continue de tourner intensément en Amérique du Nord et en Europe entre fin 1972 et début 1973 en soutien à Why Dontcha. Mais leur abus de drogue les empêche d'accéder à l'heure à leurs performances et créent ainsi des tensions. Le groupe arrête les tournées en 1973 pour enregistrer un deuxième album, Whatever Turns You On, à Londres. Les sessions se font avec tension.

## Post-séparation
En 2009, Leslie West et Corky Laing font équipe avec Malcolm Bruce, le fils de Jack ; ils tournent sous le nom de West, Bruce Jr and Laing.

## Discographie
- 1972 : Why Dontcha
- 1973 : Whatever Turns You On
- 1974 : Live 'n' Kickin'